# Оболонський (заказник)
Оболо́нський заказник — ботанічний заказник загальнодержавного значення в Україні. Розташований у Коропському районі Чернігівської області, неподалік від села Оболоння.
Площа 400 га. Створений у 1996 р. для збереження типових заплавних лук р. Десни. Перебуває у віданні КСП «Оболонь».
Заказник Оболонський — це ділянка заплави річки Десни, яка відзначається великим флористичним і фітоценотичним різноманіттям. Вона являє собою рівнинну територію з незначними гривами та вузькими зниженнями, тут є стариці та невеликі заплавні озера. Ґрунтовий склад заказника характеризується переважанням лучних груп ґрунтів, зокрема лучних та дерново-глейових супіщаних і піщаних, у зниженнях — лучно-болотних.
Переважають ділянки справжніх лук (до 80 % площі), менш поширеними є остепнені та болотисті луки. Комплекси справжніх лук представлені ценозами костриці лучної (Festuca pratensis), китника лучного (Alopecurus pratensis) та костриці червоної (Festuca rubra). Співдомінантами є мітлиця велетенська (Agrostis gigantea), тонконіг лучний (Poa pratensis), щучник дернистий (Dechampsia caespitosa).
Серед видів лучного різнотрав'я на цій території звичайними є королиця звичайна (Leucanthemum vulgare), гадючник звичайний (Filipendula vulgaris), дзвоники розлогі (Campanula patuld), горошок мишачий (Vicia cracca), живокіст лікарський (Symphytum officinale).
На території заказника невеликі площі займають угруповання за участю китника лучного, які є досить висопродуктивними і цінними в кормовому відношенні. Малопоширеними на цій території є угруповання з домінуванням трясучки середньої (Briza media), пахучої трави звичайної (Anthoxanthum odoratum) і келерії Делявіня (Koeleria Koeleria delavignez).
На заплавних озерах та їхніх прибережних смугах поширені ділянки прибережно-водної та водної рослинності з участю лепешняку великого, осоки гострої, латаття білого (Nymphaea alba), латаття сніжно-білого (Nymphaea Candida) і глечиків жовтих (Nuphar luted).
На території заказника виявлено 6 видів судинних рослин, занесених до Червоної книги України, а саме: зозулинець болотний (Orchis palustris), зозулинець блощичний (О. coriophora), пальчатокорінник травневий (Dactylorhiza majalis), пальчатокорінник м'ясочервоний (D. incarnata), водяний горіх плаваючий (Trapa natans), сальвінія плаваюча (Salvinia natans).
З угруповань, занесених до Зеленої книги України, варто відзначити ценози глечиків жовтих, латаття білого і латаття сніжно-білого, водяного горіха плаваючого.
Ботанічний заказник загальнодержавного значення Оболонський має наукову цінність для збереження генофонду лучних видів, практичну цінність як осередок високопродуктивних лучних ділянок та естетичну цінність як ділянка з гарноквітучих різнотравних угруповань.

## Галерея

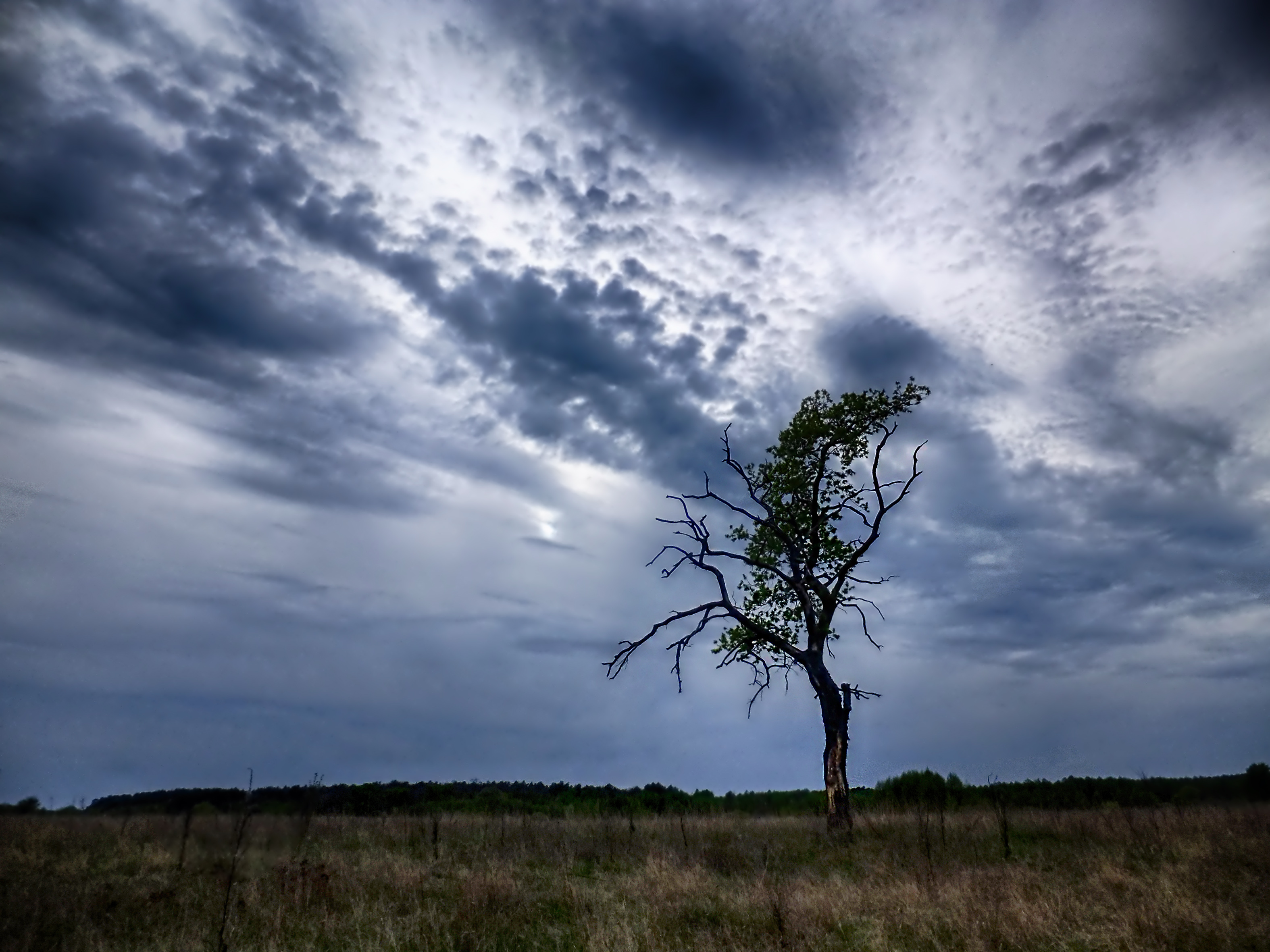
Гай друїдів
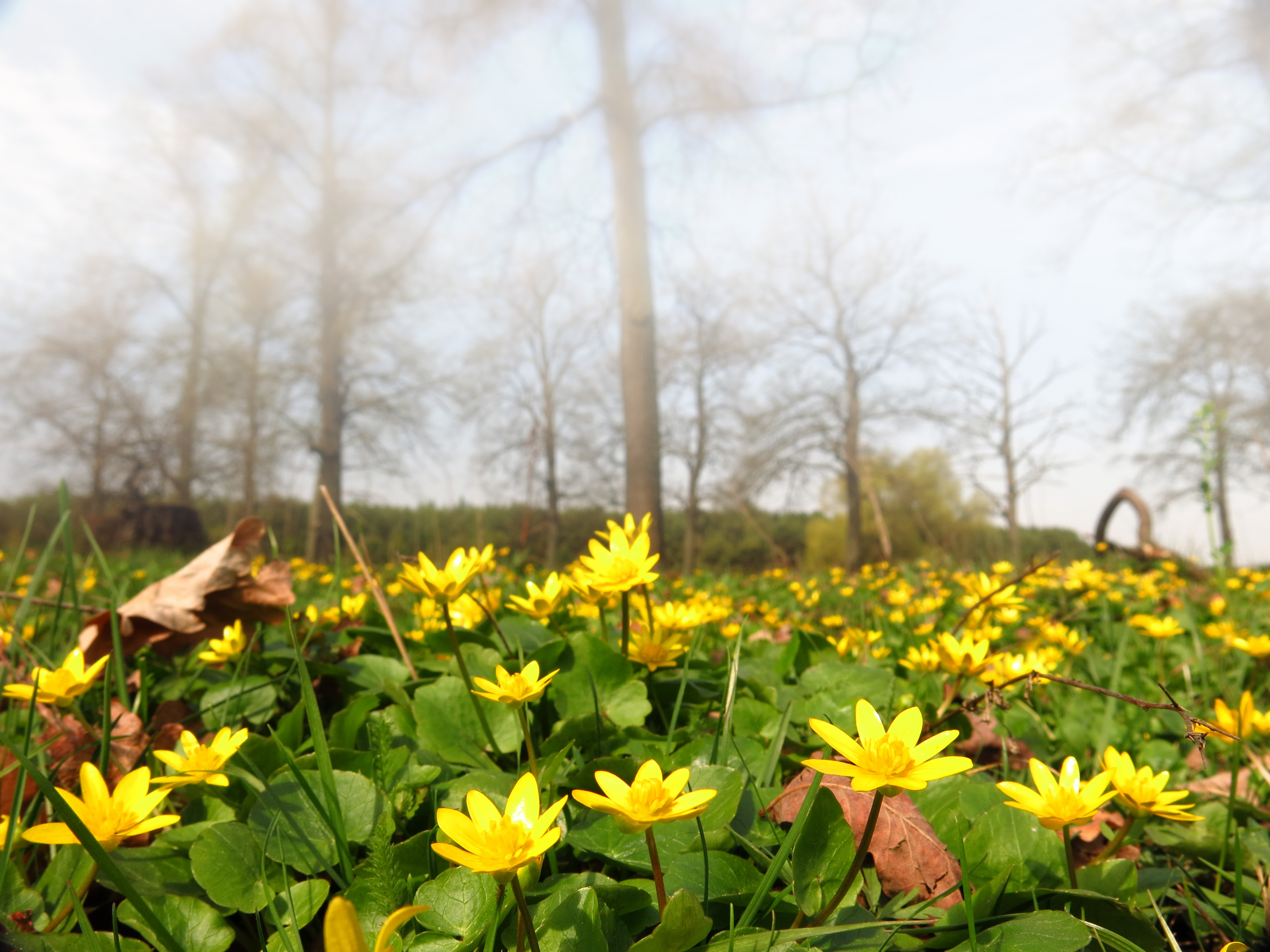
Яскравий ранок
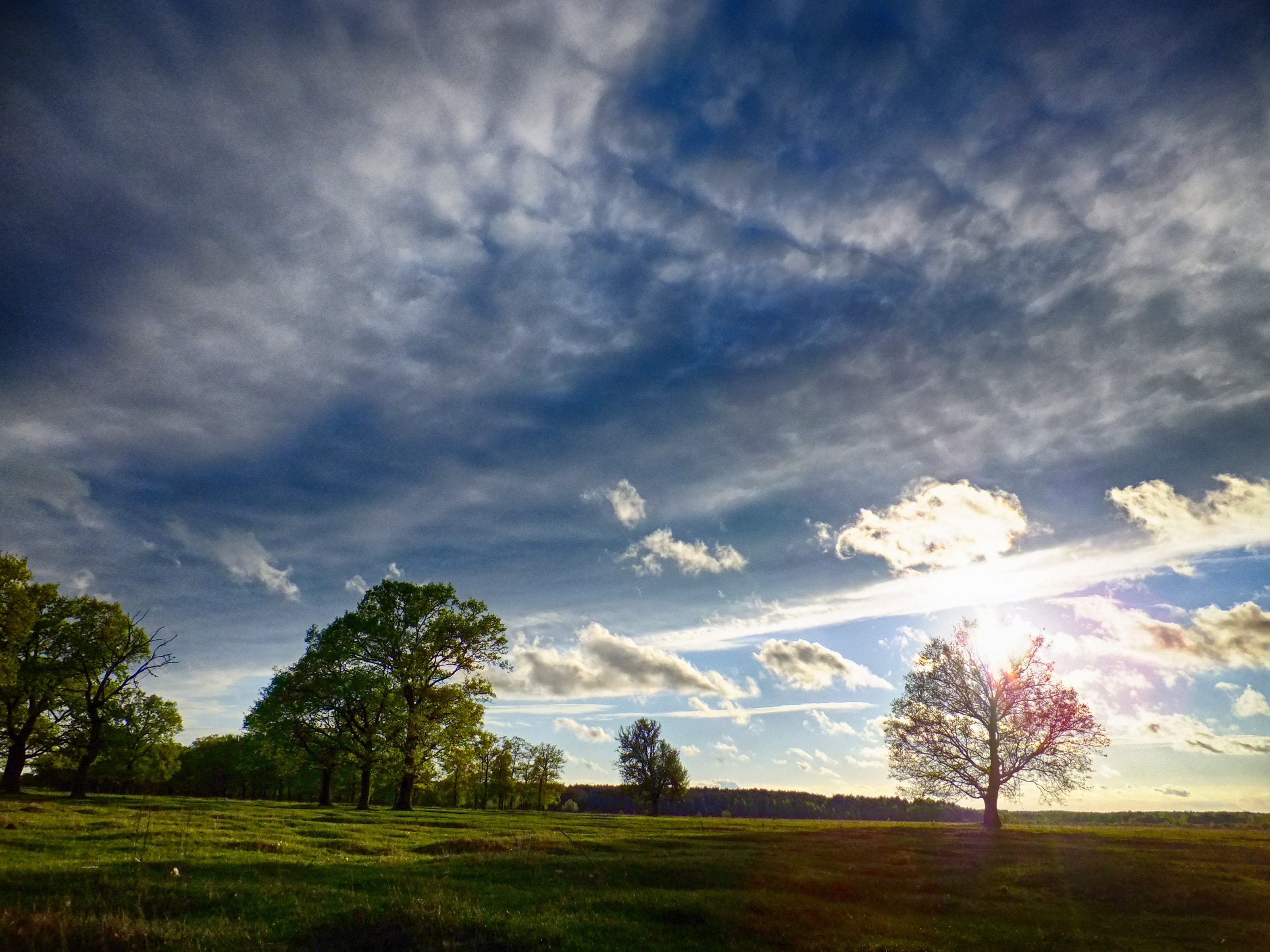
Захід сонця